# Левенхаген
Левенхаген (нем. Levenhagen) — община в Германии, в земле Мекленбург-Передняя Померания.
Входит в состав района Восточная Передняя Померания. Подчиняется управлению Ландхаген. Население составляет 390 человек (на 31 декабря 2010 года). Занимает площадь 13,18 км².
Коммуна подразделяется на 4 сельских округа.